# Per a la gent (Eslovàquia)
Per a la gent (en eslovac Za ľudí) és un partit polític de centredreta d'Eslovàquia. Va ser fundat al 2019 per l'ex-President Andrej Kiska.
Inicialment comptava amb una diputada, ja que Veronika Remišová va abandonar OĽaNO. A les eleccions de 2020 va obtenir el 5.8% i dotze diputats, entrant a la coalició de govern d'Igor Matovič. Tanmateix, a principis de 2021 diversos diputats van abandonar el partit per desacords amb la gestió tant al propi partit com en el govern, passant a SPOLU i Eslovàquia Progressista, i al setembre una altra facció, amb 6 diputats, va abandonar el partit entrant a Llibertat i Solidaritat, deixant la representació a només quatre dels dotze escollits, que en pocs mesos es van reduir a tres després de la crisi governamental que provocà la sortida de SaS de la coalició.
L'abril de 2023, pocs mesos abans de les eleccions legislatives, dos diputats més van abandonar el partit per donar suport a Demòcrates, deixant només a Miriam Šuteková com a representant del partit el Consell Nacional. Davant la davallada del partit, els dirigents van decidir participar de la coalició impulsada per Eslovàquia, OĽaNO i Amics, aconseguint un sol diputat propi dels setze aconseguits conjuntament.

## Resultats electorals

### Consell Nacional
| Any  | Líder        | Vots                           | %                              | Pos.                           | Escons   | +/– | Govern   |
| ---- | ------------ | ------------------------------ | ------------------------------ | ------------------------------ | -------- | --- | -------- |
| 2016 | Andrej Kiska | Veronika Remišová              | Veronika Remišová              | Veronika Remišová              | 1 / 150  | Nou | Oposició |
| 2020 | Andrej Kiska | 166,325                        | 5.8                            | 7è                             | 12 / 150 | 11  | Coalició |
| 2023 | Igor Matovič | Dins la coalició OĽaNO i Amics | Dins la coalició OĽaNO i Amics | Dins la coalició OĽaNO i Amics | 1 / 150  | 10  | Oposició |

### Parlament Europeu
| Any  | Líder        | Vots   | %       | Pos. | Escons | +/– | Grup PE |
| ---- | ------------ | ------ | ------- | ---- | ------ | --- | ------- |
| 2024 | Peter Pollák | 29,385 | 2 / 100 | 9è   | 0 / 15 | Nou | –       |

## Líders
|   | Imatge | Nom               | Inici mandat          | Final             | Durada            |
| - | ------ | ----------------- | --------------------- | ----------------- | ----------------- |
| 1 |        | Andrej Kiska      | 2 de setembre de 2019 | 8 d'agost de 2020 | 11 mesos i 6 dies |
| 2 |        | Veronika Remišová | 8 d'agost de 2020     | Actual            | En el càrrec      |